# Hazel (Dakota del Sur)
Hazel es un pueblo ubicado en el condado de Hamlin en el estado estadounidense de Dakota del Sur. En el Censo de 2010 tenía una población de 91 habitantes y una densidad poblacional de 145,19 personas por km².

## Geografía
Hazel se encuentra ubicado en las coordenadas 44°45′30″N 97°22′52″O / 44.75833, -97.38111. Según la Oficina del Censo de los Estados Unidos, Hazel tiene una superficie total de 0.63 km², de la cual 0.63 km² corresponden a tierra firme y (0%) 0 km² es agua.

## Demografía
Según el censo de 2010, había 91 personas residiendo en Hazel. La densidad de población era de 145,19 hab./km². De los 91 habitantes, Hazel estaba compuesto por el 97.8% blancos, el 0% eran afroamericanos, el 0% eran amerindios, el 0% eran asiáticos, el 0% eran isleños del Pacífico, el 0% eran de otras razas y el 2.2% pertenecían a dos o más razas. Del total de la población el 0% eran hispanos o latinos de cualquier raza.